# 개 목걸이 (영화)
개 목걸이(Wedlock, Deadlock)는 미국에서 제작된 루이스 티그 감독의 1991년 액션, 드라마, SF, 스릴러 영화이다. 룻거 하우어 등이 주연으로 출연하였고 브랑코 러스틱 등이 제작에 참여하였다. 방영명은 죽음의 올가미이다.

## 출연

### 주연
- 룻거 하우어
- 미미 로저스
- 조안 첸

### 조연
- 제임스 레마
- 스티븐 토보로스키
- 배질 월리스
- 그랜드 L. 버쉬
- 데니스 포레스트
- 글렌 플러머

## 제작진
- 협력프로듀서: 크리스틴 A. 사카니
- 협력프로듀서: 브로데릭 밀러
- 미술: 베로니카 해드필드
- 의상: 스티븐 M. 추데이